# Атлет з Фано
Атлет із Фано (італ. Atleta di Fano) — давньогрецька бронзова скульптура, знайдена неподалік м. Фано, Італія.

## Знаходження

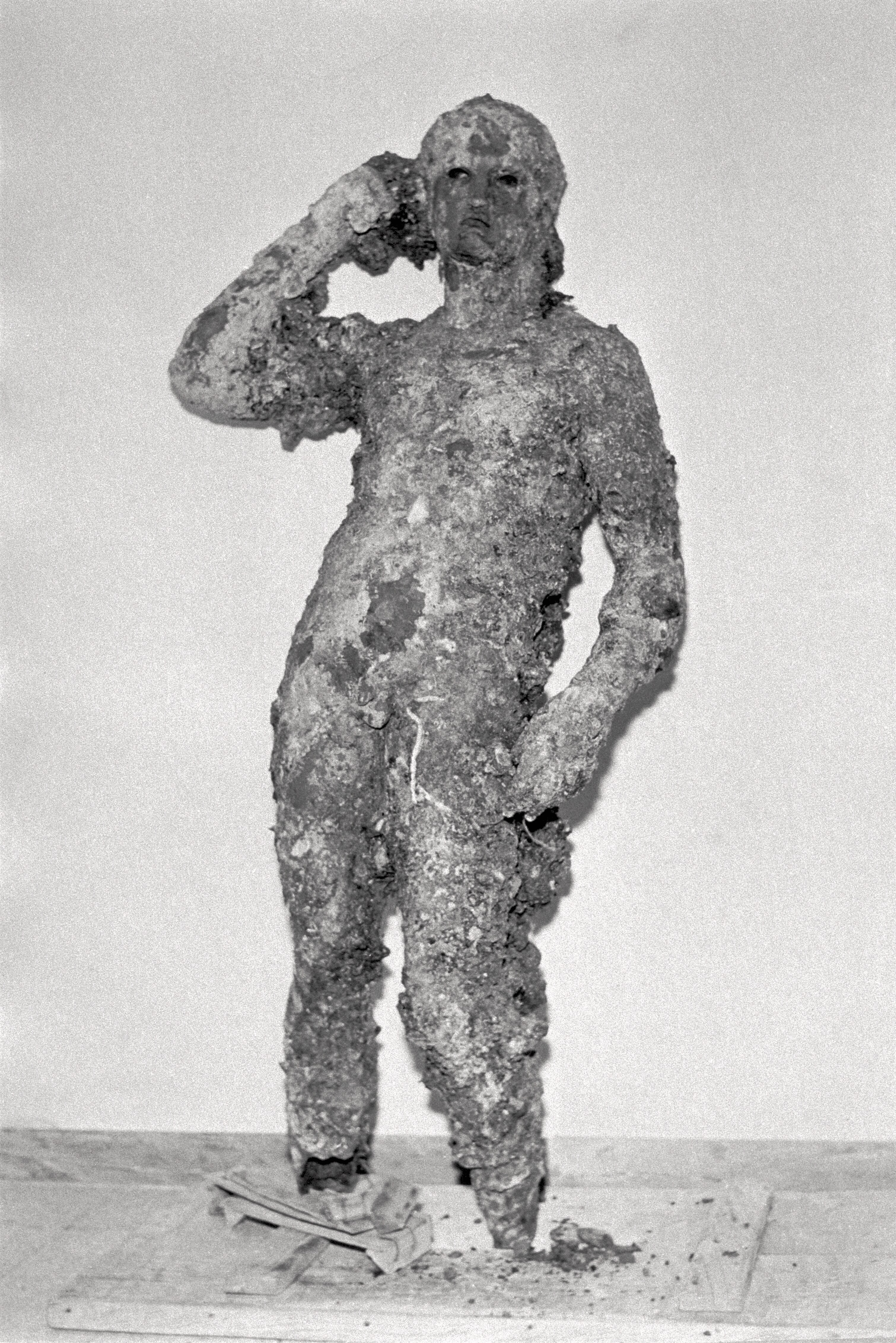
Скульптура до реставрації

Атлет з Фано — саме так називають давньогрецьку бронзову скульптуру італійські джерела. Скульптуру знайшли випадково влітку 1964 року неподалік Фано в морі. Фано розташоване в Італії неподалік від Ріміні, Пезаро і Анкони і на узбережжі Адріатичного моря, археологічний артефакт був знайдений рибалками траулера Феррі Феруччо (Ferri Ferruccio).
Не досить легально скульптура була продана на міжнародному ринку коштовних творів мистецтва. До рідкісного твору придивлялись куратори Музею мистецтва Метрополітен, але кінець кінцем твір придбав музей Гетті в Малібу (Каліфорнія), який має потужні грошові ресурси на придбання античних чи західноєвропейських пам'яток мистецтва за будь-яку велику ціну.

## Дослідження. Опис твору

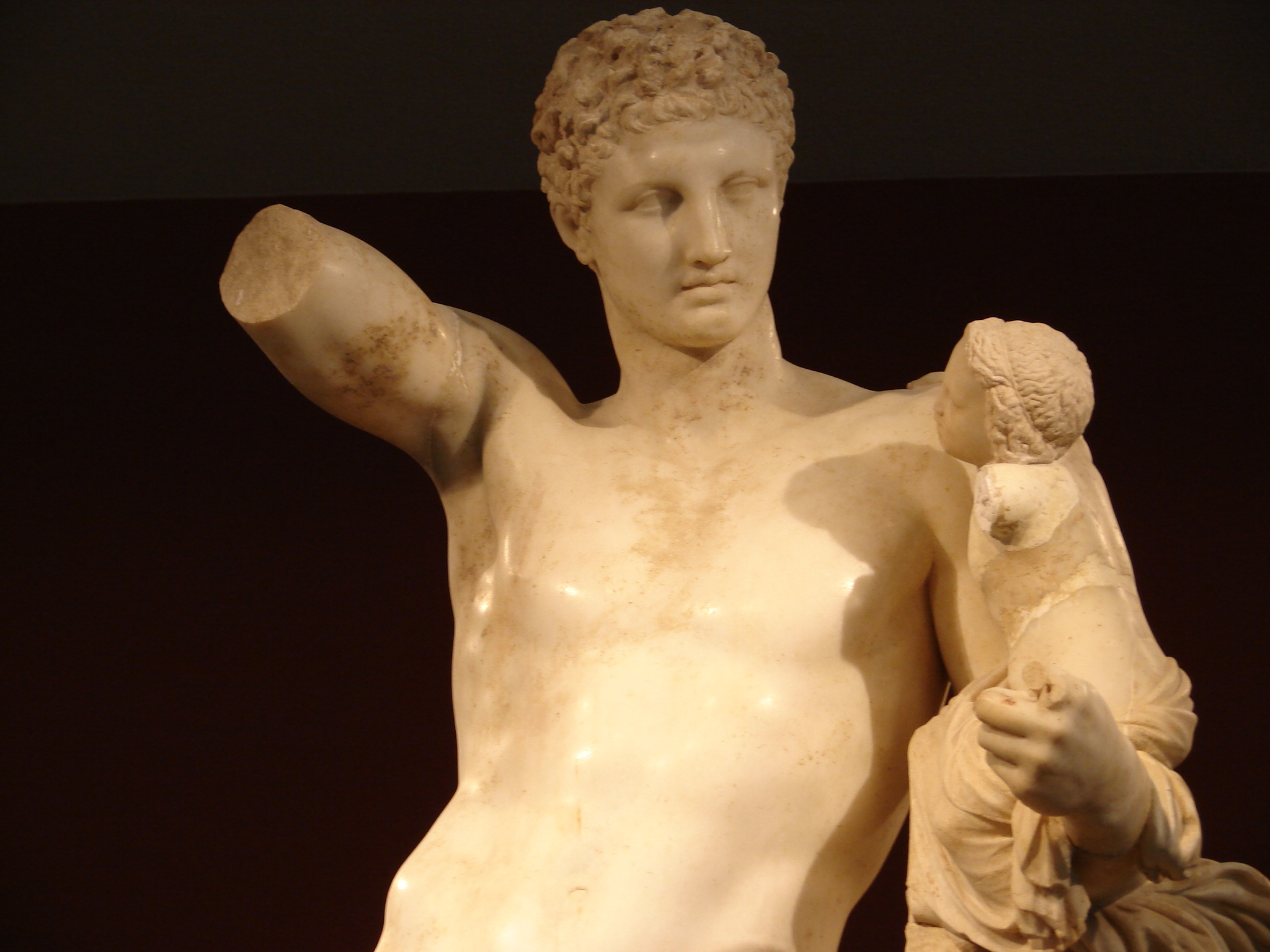
Гермес з немовлям Діонісом.

Скульптура з втраченими понизу ногами і морськими відкладеннями на поверхні пройшла довгий період розчисток і реставрації. Висота збереженої частини 151,5 сантиметрів. Постать переможця подана у повний зріст. Його обличчя мало ідеалізоване і зберігає деяку портретність. Піднятою рукою він чи то поправляє, чи то торкається лаврового вінця на голові. Майстерно відтворене треноване тіло спортсмена, моделювання якого нагадує фігуру скульптури «Гермес з немовлям Діонісом» Праксителя. Очі скульптури колись мали інкрустації, які втрачні.
За припущеннями, бронзова скульптура походить з Олімпії, священого містечка Стародавньої Греції, яке прикрашали бронзовими скульптурами переможців в військових і спортивних змаганнях декілька століть. Велика колекція скульптур з Олімпії була пограбована римлянами і морем доправлена в Італію. Частка суден з пограбованими архітектурними фрагментами, майном грецьких храмів і скульптурами затонула, як то свічать знахідки в Пиреї (Греція), Ріаче і Фано (в Італії).

## Судові позови Італії
Занадто активна закупівельна діяльність музейного закладу Гетті з Каліфорнії викликала підозри в його зв'язках з незаконною торгівлею творами мистецтва. Це обумовило перевірки колекцій Музею Гетті і низку судових позивів до нього з боку Італії, колекції і археологічні знахіки якої постійно грабують. Це призвело до арешту італійського артділера Джакомо Медичи в 1997 році, що роками сприяв продажу крадених творів мистецтва. Перевірки і судові позиви до музею мали наслідком визнання директором музею Гетті Марком Майклом про повернення в Італію двадцяти шести артефактів, однак в їх перелік не увійшов Атлет з Фано.